# San Miguel Allende, Campeche
San Miguel Allende är en ort i Mexiko.   Den ligger i kommunen Campeche och delstaten Campeche, i den östra delen av landet, 1 000 km öster om huvudstaden Mexico City. San Miguel Allende ligger 96 meter över havet och antalet invånare är 231.
Terrängen runt San Miguel Allende är huvudsakligen platt. San Miguel Allende ligger nere i en dal. Runt San Miguel Allende är det mycket glesbefolkat, med 2 invånare per kvadratkilometer. Närmaste större samhälle är Los Laureles, 2,8 km norr om San Miguel Allende. I omgivningarna runt San Miguel Allende växer i huvudsak lövfällande lövskog.